# Kanchana Kanchanasut
Kanchana Kanchanasut est professeure thaïlandaise d'informatique et une pionnière d'internet. Elle enseigne à l'Asian Institute of Technology. Elle a accueilli le premier serveur en Thaïlande connecté à Internet et enregistré le domaine de premier niveau du pays .th en 1988. En 2013, Kanchanasut a été intronisée comme l'une des pionnières d'Internet par l'Internet Hall of Fame.

## Éducation
Kanchanasut a obtenu un baccalauréat ès sciences en mathématiques et un diplôme supplémentaire en informatique de l'Université du Queensland en 1974. Elle est ensuite partie à l'Université de Melbourne en 1979 pour terminer une maîtrise en sciences, puis est retournée à Melbourne pour y obtenir un doctorat en philosophie en 1991

## Carrière
Après avoir terminé ses études à l'Université de Melbourne en 1984, elle a commencé sa carrière d'enseignante à l'Asian Institute of Technology (AIT).  Alors qu’elle travaillait à l’AIT, Kanchanasut est devenue la première Thaïlandaise à utiliser le courrier électronique en 1986 après avoir co-créé un réseau informatique pour envoyer un courrier électronique aux universités de Melbourne et de Tokyo. Après avoir établi des connexions avec les universités en 1987,  Kanchanasut a créé le premier serveur thaïlandais connecté à Internet en 1988. Kanchanasut a été élue vice-présidente de la recherche de l'Asian Institute of Technology en 2013, elle y enseigne les sciences informatiques.
En dehors de son travail à l'AIT, Kanchanasut a enregistré le domaine de premier niveau .th pour la Thaïlande en tant qu'administratrice informatique en 1988. En 2016, elle a co-dirigé la création du premier point d'échange Internet à Bangkok.

## Prix
En 2013, Kanchanasut a été intronisée au Temple de la renommée de l'Internet. En 2016, elle a reçu le prix Jonathan B. Postel Service.